# Estación La Palma (Metroplús)
La Palma es una estación del sistema de transporte público de mediana capacidad Metroplús, ubicada en el occidente de Medellín en el barrio La Palma de la comuna 16 Belén sobre la calle 30 con carrera 80. Forma parte de las líneas 1 y 2, es una estación paso desde el extremo occidental del trazado hacia la estación terminal Parque de Aranjuez, atravesando el occidente de la ciudad, y de transferencia con la parada La Palma de la línea O.
La estación fue inaugurada el 22 de diciembre de 2011 como parte del tramo inicial de la Troncal Belén–Aranjuez, un corredor de Metroplús diseñado para mejorar la movilidad en el eje occidental de Medellín y conectar el occidente con zonas céntricas y del norte.

## Historia
La estación La Palma hizo parte del proyecto inicial de la troncal línea 1 de Metroplús, un corredor exclusivo de aproximadamente 12,5 km que conecta el occidente de Medellín con zonas céntricas y del norte de la ciudad, desde la Universidad de Medellín hasta el Parque de Aranjuez.
Las obras de construcción comenzaron entre 2004 y 2008, en el marco de los documentos CONPES que estructuraron técnica y financieramente el proyecto. Durante esta etapa, se identificó el corredor vial de la calle 30 como eje prioritario para la movilidad en el occidente, definiendo estaciones clave como La Palma para garantizar accesibilidad, integración modal y cobertura residencial.
La estación fue inaugurada el 22 de diciembre de 2011 como la cabecera occidental de la troncal línea 1, entrando en operación comercial junto con el resto del tramo que conecta con el centro y norte de Medellín. Desde su apertura, ha servido como punto de acceso principal para los habitantes del barrio Los Alpes en la comuna 16 Belén y para la comunidad universitaria de la Universidad de Medellín.

## Ubicación y entorno
La estación La Palma está ubicada en el corredor exclusivo de la troncal Medellín, en la abscisa K0+950, en la comuna 16 Belén, sobre la calle 30 avenida Universidad de Medellín con carrera 80 avenida 80, en un sector residencial con comercio de escala sectorial. Se encuentra cerca del centro comercial Los Molinos, lo que la convierte en un nodo clave del sistema Metroplús en el occidente de la ciudad.
El entorno inmediato incluye zonas residenciales, pequeños comercios y establecimientos educativos, integrados a la calle 30, que funciona como arteria principal hacia Laureles, El Poblado y el centro de Medellín.

## Diseño y características
La estación La Palma fue diseñada con una longitud de 52,8 metros y un ancho de 3 metros, incluyendo una rampa de acceso de 9 metros.
El sistema constructivo corresponde al tipo estándar de la troncal Medellín:
- Cimentación en concreto con zapatas aisladas.
- Accesos mediante rampas en concreto con pasamanos metálicos.
- Superestructura en estructura metálica pintada.
- Cerramientos en lámina microperforada.
- Cubierta y puertas en lámina metálica, con apertura automática.
- Pisos en placas de concreto apoyadas sobre la estructura (en la zona de torniquetes el piso es fundido en sitio).
- Dotación de taquillas, cuarto eléctrico/rack, zona de torniquetes, iluminación lateral (en techo y bajo estación), tótem exterior y señalización interior en policarbonato.[6]

Cuenta con una plataforma central a nivel del suelo que presta servicio a las líneas 1 y 2 de Metroplús. Tiene dos vías exclusivas para buses articulados y padrones impulsados principalmente por gas natural vehicular (GNV).
Está adaptada para personas con movilidad reducida, incluyendo rampas, señalética visual y piso podotáctil.

## Diagrama de la estación
| SUELO            | |         |
| Occidente        | Línea 1: Los Alpes ← Parque Belén (Universidad de Medellín) Línea 2: Los Alpes ← Parque Belén (Universidad de Medellín) | Oriente |
| Salida / Entrada | Plataforma central — puertas a ambos lados                                                                              |         |
| Occidente        | Línea 1: Los Alpes → Parque Belén (Parque de Aranjuez) Línea 2: Los Alpes → Parque Belén (Parque de Aranjuez)           | Oriente |
|                  | |         |

## Gestión ambiental
El Plan de Manejo Ambiental (PMA) para la construcción de estaciones en la troncal Medellín contempló medidas aplicables a La Palma:
- Control de emisiones de polvo mediante riego y cubrimiento de acopios.
- Mantenimiento preventivo de maquinaria para minimizar emisiones y ruido.
- Implementación de planes de manejo de tráfico en la calle 30, con señalización y pasos peatonales.
- Manejo integral de residuos de construcción y escombros.
- Conservación de la vegetación en el separador central de la vía.

## Servicios
La estación La Palma ofrece servicios básicos para la comodidad y seguridad de los usuarios, incluyendo taquillas para la recarga y compra de tarjetas Cívica, zonas de espera cubiertas, iluminación LED y vigilancia permanente. Además, dispone de sistemas de información al usuario mediante pantallas electrónicas y señalización visual y auditiva para facilitar el acceso y la movilidad dentro de la estación.
La estación cuenta con integración tarifaria únicamente con rutas alimentadoras del sistema Metroplús y hace parte del Sistema Integrado de Transporte del Valle de Aburrá –SITVA–, aunque no tiene conexión directa con otros modos como el metro, el metrocable o el tranvía.
No se dispone de parqueaderos ni servicios comerciales permanentes dentro de la estación, debido a su ubicación urbana y diseño funcional enfocado en la eficiencia del transporte masivo.

## Conectividad

### Conexión con rutas integradas
La estación La Palma hace parte del Sistema Integrado de Transporte del Valle de Aburrá –SITVA–, facilitando el acceso a diversas rutas de autobús que conectan con diferentes sectores de Medellín. Se encuentra próxima a la parada La Palma de la Línea O del sistema Metroplús, lo que permite la conexión directa con esta ruta troncal. Las siguientes rutas del Sistema Integrado de Transporte –SIT– tienen paradas cercanas a la estación, facilitando el acceso a la troncal desde zonas aledañas. Entre las rutas integradas que operan en esta estación se encuentran la C3-001 Santa Gema - Aguacatala, C3-001A Los Cabos - Aguacatala, C3-007 La Palma - Loma de los Bernal y C3-007A Loma de los Bernal - Aliadas - La Palma.
| Código  | Nombre de la ruta                       | Zona que cubre                                          |
| ------- | --------------------------------------- | ------------------------------------------------------- |
| C3-001  | Santa Gema - Aguacatala                 | Barrios Santa Gema y Aguacatala                         |
| C3-001A | Los Cabos - Aguacatala                  | Sector Los Cabos del barrio La Mota y barrio Aguacatala |
| C3-007  | La Palma - Loma de los Bernal           | Barrios La Palma y Loma de los Bernal                   |
| C3-007A | Loma de los Bernal - Aliadas - La Palma | Barrios Loma de los Bernal, Aliadas y La Palma          |

### Conexión con rutas del transporte público colectivo
La estación también conecta con rutas de transporte público colectivo que complementan la cobertura del SITVA en la zona. Entre estas rutas se incluyen: 300, 301, 302, 303, 316 y 315.

### Proyección de integración con el Tranvía de la 80
Se prevé que, con la construcción del Tranvía de la 80, la estación La Palma se convierta en un punto de transferencia entre las líneas 1 y 2 de Metroplús y la futura línea tranviaria. Este proyecto busca mejorar la conectividad en el occidente de Medellín, permitiendo a los usuarios realizar transbordos eficientes entre diferentes modos de transporte. 

## Horarios
La estación opera todos los días del año con el siguiente horario:
| Destino                 | Día                 | Primer vehículo | Último vehículo |
| ----------------------- | ------------------- | --------------- | --------------- |
| Universidad de Medellín | Lunes a viernes     | 04:59           | 23:23           |
| Universidad de Medellín | Sábados             | 04:59           | 23:23           |
| Universidad de Medellín | Domingos y festivos | 05:39           | 22:43           |
| Parque Aranjuez         | Lunes a viernes     | 04:23           | 23:52           |
| Parque Aranjuez         | Sábados             | 04:23           | 23:52           |
| Parque Aranjuez         | Domingos y festivos | 04:55           | 22:02           |

La frecuencia de paso en horas pico es de 4 a 6 minutos y en horas valle de 8 a 12 minutos. El tiempo estimado de viaje desde esta estación hasta Parque de Aranjuez es de aproximadamente 45 min.